# Operacija Jubilee
Operacija Jubilee (tudi Napad na Dieppe oz. Bitka za Dieppe) je bila zavezniška vojaška operacija, katere osnovni cilj je bilo načrtovano zavzetje francoskega pristanišča Dieppe, ter uničenje obalnih topniških baterij. Operacija se je začela 19. avgusta 1942 okoli pete ure zjutraj in se kmalu spremenila v popoln taktični poraz. Od 6.086 izkrcanih zavezniških vojakov jih je bilo 4.384 padlih, ranjenih, izginulih oz. ujetih. Letalske sile so izgubile 119 letal, medtem ko je Kraljeva vojna mornarica izgubila 555 mornarjev. Kljub porazu so izkušnje iz te operacije pripomogle k boljšemu načrtovanju operacije Krepak in Overlord.

## Predhodni dogodki
Začetek leta 1942 za Združeno kraljestvo ni bil nič kaj obetaven kljub temu, da so v vojno vstopile ZDA, saj Američani nanjo še zdaleč niso bili pripravljeni. V tem času je država doživela vrsto neuspehov v Atlantskem oceanu, severni Afriki in Aziji. Poleg vojaških neuspehov se je s strani Sovjetske zveze na Združeno kraljestvo izvajal velik politični pritisk, saj je Stalin želel, da bi zahodni zavezniki odprli drugo fronto na zahodu, s katero bi nekoliko razbremenili Rdečo armado, ki se je v tistem času borila za lastno preživetje. Sovjetski pritisk so podprle tudi ZDA. Združenemu kraljestvu tako ni preostalo drugega, kot da začne iskati možnosti za večji napad na nemške enote v zahodni Evropi.
Britanci so takrat že nekaj časa uporabljali t. i. taktiko vboda z iglo, kjer so se manjše skupine komandosov izkrcale na sovražnikovem ozemlju ter uničevale sovražnikove naprave in postojanke ter ob vsakem napadu, če se je le dalo, zajele večje število sovražnikovih vojakov. Eden takšnih večjih napadov je bil napad na pristanišče St. Nazaire 28. marca, v katerem so britanski komadosi uničili največji suhi dok v zahodni Evropi. Te izkušnje so Britanci nameravali uporabiti za nov napad.

## Priprave
Dieppe je majhno francosko pristanišče le nekaj ur plovbe od britanske obale in v dosegu britanskega lovskega letalstva. Dostop do kopnega  so z morske strani zapirale ostre skale, plaže pa so bile prepredene z žičnimi ovirami in pod nadzorom močnega nemškega obalnega topništva. Mesto skupaj s  pristaniščem je bilo na zahodni in vzhodni strani zavarovano s kamnitimi pomoli in zidovi, na obali pa sta stali dve večji obalni topniški  bateriji obrnjeni proti morju. Enotam na območju Dieppa je v tistem času poveljeval poveljnik 302. nemške divizije, za zračno obrambo pa je skrbelo letalstvo stacionirano na bližnjem letališču. Dodatno zaščito pred izkrcanjem na okoliških obalah so zagotavljala tudi obširna minska polja. Nemci so že dalj časa pričakovali napad, zato so enote na tem odseku dodatno okrepili.
Operacija je bila razdeljana na tri dele: letalski, pomorski in kopenski del. Kraljeva vojna mornarica je bila zadolžena za transport in poznejšo artilerijsko podporo kopenskim silam. Kopenske sile (večinoma Kanadčani) naj bi izvedle izkrcanje in zavzele pristanišče. Kraljevo vojno letalstvo in Kraljevo kanadsko vojno letalstvo sta bila zadolžena za letalsko podporo kopenskim silam, letalsko varovanje in uničenje Luftwaffe. Z napadom na Dieppe so želeli Britanci pomiriti zaveznike, ki so želeli odprtje druge fronte, ob tem drznem napadu pa bi pridobili še nekaj dodatnih izkušenj za naslednji dosti večji desant na francosko obalo. Vendar pa so se problemi pojavili že na samem začetku. Mornarica je zahtevala, da bi se izkrcali nekaj kilometrov stran od Dieppa, kopenska vojska pa se je bala težav med pohodom do mesta. Zato je zahtevala frontalni napad in predhodno bombardiranje iz zraka in morja. S tem pa nista bila zadovoljna ne mornarica ne letalstvo, saj bi bil dostop do mesta zaradi ruševin onemogočen. Naposled so se le dogovorili, da bo mornariško topništvo podprlo desant, letalstvo in mornarica pa bosta  med zračnim desantom v zaledju ustvarili dimno zaveso, vendar pa so kmalu ugotovili, da zračni desant ne bo mogoč zaradi vremenskih razmer, zato so ga opustili. Veliko vlogo pri desantu naj bi odigrali komandosi, ki naj bi onesposobili obalne baterije ter zavzeli položaje pri Pourvillu in Puysu. Naloga je bila skoraj misija nemogoče, saj ni bila izvedljiva v tako kratkem času od 5.40 do 11.00. Problem so predstavljale tudi komunikacije med posameznimi plovili, k izboljšanju razmer pa ni pripomoglo niti dolgotrajno in mučno urjenje.

## Operacija se začne
Invazijsko ladjevje je iz pristanišč izplulo 18. avgusta 1942. Zaradi temne noči ga nemška izvidniška letala niso opazila. Vseh 240 ladij se je brez večjih težav prebilo skozi minsko polje v okolici Dieppa, velike tovorne ladje za prevoz opreme pa so se neopažene zasidrale pred mestom. V tistem času Nemci zaradi slabega vremena niso pričakovali invazije, zato je večina pilotov na bližnjem letališču imela prosto, kopenska vojska pa je ostala v polni bojni pripravljenosti. Okoli druge ure zjutraj so nemški radarji izsledili večjo skupino ladij, vendar so mislili, da gre za nemški konvoj, ki pluje iz Boulogna v Dieppe zato niso razglasili preplaha. Preplaha niso razglasili niti v trenutku, ko je pravi nemški konvoj naletel na levo krilo britanske flote in je prišlo do streljanja, saj je bilo streljanje v tem delu Rokavskega preliva pogosto.
Ob 4.50 zjutraj se je na obalah Dieppa, točneje pri Varengevillu, izkrcala prva skupina komandosov, uspešno uničila obalno baterijo ter se nato ponovno vkrcala na ladje ter izginila v jutranjem mraku. Druga skupina komandosov, namenjenih v Berneval, je zaradi zmešnjave, ki je nastala po spopadu z nemškim konvojem, zamudila rok za izkrcanje, zato so jo Nemci pravočasno opazili in do desete ure zjutraj tudi uničili.
Glavni napad v smeri mesta naj bi izvedel kraljevi kanadski polk, vendar je zaradi napak pri navigaciji prišel prepozno ali pa na napačen kraj. Pri Puysu je prišlo do pravega pokola med kanadskimi četami, zato so želeli izvesti evakuacijo preživelih, ki pa se je spremenila v pravo katastrofo in vsi preživeli so padli v nemške roke. Nekoliko bolje je kazalo pri kraju Pourville, kjer so se desantne enote prebijale proti letališču, vendar ga zaradi učinkovite nemške obrambe niso nikoli dosegle. Na admiralski ladji zaradi slabih zvez niso vedeli kaj se dogaja na obali, zato so ob 8.30 v boj poslali okrepitve. Po odbitju napada na letališče, so Nemci izvedli protinapad in potisnili Kanadčane nazaj proti morju, kjer se jih je večina ponovno vkrcala na plovila. Nemci so kljub navzkrižnemu ognju z morja in zraka uspeli zadržati desantne čete. Razen nekaj manjših enot, se nihče ni prebil v mesto, ki je bilo glavni cilj napada. Desantnim četam naj bi bilo v pomoč tudi 28 tankov, ki pa sploh niso uspeli priti dlje od obale, saj so jih ustavile tankovske ovire ali pa so izgubili gosenice. Položaj je za Britance iz minute v minuto postajal vse bolj kritičen, zato se je med 11.00 in 12.30 začela evakuacija, ki pa se je zaradi zmede, ki je nastala zaradi slabe komunikacije spremenila v pravo katastrofo. Le delu kanadskih čet se je uspelo ponovno vkrcati na ladje, preostanek pa je ostal na obali in padel v nemške roke. Invazijsko ladjevje se je nato pod kritjem iz zraka začelo umikati nazaj proti Angliji.

## Dogodki po operaciji
V bojih so Nemci izgubili 50 letal in imeli 311 mrtvih in 280 ranjenih. Izgube so bile za Britance dosti večje saj so izgubili 119 letal, 34 ladij in okoli 4300 vojakov. Churchill je dogodek pri Dieppu opisal kot >>merjenje moči<< in kot drago in neponovljivo preizkušnjo. Neuspeh operacije je med poveljniki povzročil nesoglasja, saj bi do podobnega sklepa lahko prišli tudi z manj izgubami. Nemci so Britanski poraz izkoristili, da so se hvalili, kako so preprečili invazijo, kljub temu, da je Churchill po radiu povedal, da cilj akcije ni bila invazija. Prav zaradi tega se francosko odporniško gibanje bojev ni udeležilo. Hitler jih je za njihovo nedejavnost nagradil in izpustil ujetnike iz Dieppa in okolice, Petain pa jim je čestital.
Operacija je bila popoln taktični poraz, vendar pa so se Britanci iz te izkušnje veliko naučili, prav tako pa so se ob vsem tem nekaj naučili tudi Nemci. Ti so začeli pospešeno graditi Atlantski zid, okrepili pa so tudi pristanišča. Naredili pa so tudi večjo napako, ko so v notranjost Francije preselili oklepne enote in s tem olajšali delo zaveznikom leta 1944, ko so se ti izkrcali v Normandiji. Ocene desantnega napada so različne. Britanci poudarjajo, da je bil osnovni namen operacije preusmeritev nemške pozornosti z vzhodne fronte na zahod in pridobivanje izkušenj za novo, dosti večjo desantno operacijo, do katere naj bi prišlo v prihodnjih letih. Sovjetska zveza je menila, da so želeli Britanci z desantom dokazati, da je nemogoče odpreti drugo fronto. Američani so podprli britansko razlago, a so Britancem zamerili, ker so neuspeh operacije izrabili kot protiargument ameriškim načrtom, ki so invazijo na Evropo predvidevali že za leto 1942 ali 1943. Spodletela operacija je tako na neki način rešila zaveznike pred porazom leta 1944, do katerega bi morda prišlo zaradi pomankanja izkušenj in slabega načrtovanja. Sedaj so že vedeli za večino pomankljivosti in so se lahko temu primerno pripravili.